# Eoin Morton
Eoin Morton (Dublin, 13 september 1988) is een Iers voormalig baan- en wegwielrenner.

## Carrière
In 2015 werd Morton nationaal kampioen scratch. Een jaar later behaalde hij zijn eerste UCI-zege op de weg, door in de An Post Rás de tweede etappe te winnen.

## Baanwielrennen

### Palmares
| Jaar | IK                                   | EK | WK | Overig |
| ---- | ------------------------------------ | -- | -- | ------ |
| 2015 | Scratch · 1km · Achtervolging        |    |    |        |
| 2016 | Ploegenachtervolging · Achtervolging |    |    |        |
| 2017 | Ploegenachtervolging                 |    |    |        |

## Wegwielrennen

### Overwinningen
2016
2e etappe An Post Rás